# レ・リュック＝シュル＝ブローニュ
レ・リュック＝シュル＝ブローニュ （Les Lucs-sur-Boulogne）は、フランス、ペイ・ド・ラ・ロワール地域圏、ヴァンデ県のコミューン。

## 歴史
この地の起源はガロ＝ローマ時代にさかのぼることができる。語源学によれば、Lucusとは聖なる森を意味する。この定住地は、ケルトの人々にとって重要な信仰の地であったと信じられている。プティ・リュックの丘の上では、ドルイド信仰に用いられたであろう石の祭壇も見つかっている。
レ・リュック＝シュル＝ブローニュは、ヴァンデ戦争中の1794年2月28日、地獄部隊によって大量虐殺が起きた地として知られている。プティ・リュックの礼拝堂にある霊安室のプラークには、この事件で殺害された住民564人の名前が刻まれている（そのうち110人が7歳に満たない子どもである）。
この出来事を記念したメモリアル・ド・ラ・ヴァンデを訪問することができる。メモリアルがオープンした際、旧ソビエトの作家アレクサンドル・ソルジェニーツィンは、フランス革命時に恐怖政治を遂行した政治家らを突き動かしていた精神を、ソビエト全体主義と比較するスピーチを行なった。
1861年6月18日、レ・リュック＝シュル＝ブローニュの面積の一部がロワール＝アトランティック県のルジェに割譲され、県境が変更された。

## 人口統計
| 1962年 | 1968年 | 1975年 | 1982年 | 1990年 | 1999年 | 2008年 | 2013年 |
| ------ | ------ | ------ | ------ | ------ | ------ | ------ | ------ |
| 2142   | 2068   | 2213   | 2342   | 2629   | 2702   | 3231   | 3340   |

参照元:1962年から1999年まで人口の2倍カウントなし。1999年までEHESS/Cassini、2004年以降INSEE

### 参照
1. ↑  Réélu en 2008 et 2014.